# Аслан-кади Цудахарский
Аслан-кади Цудахарский (дарг. ЦӀудхъуран Аслан-Кьади) — наиб имама Шамиля, кадий Цудахара. Был членом государственного совета, мухтасибом Шамиля, до падения Имамата. В конце своей деятельности переселился в Османскую Империю, где и умер.

## Биография
Аслан-Кади Цудахарский — личность, довольно заметная в даргинских обществах времен Кавказской войны. О нем писали, что «в настоящее время цудахарский кадий Арслан после Магомеда-кадия считается вторым лицом во всем Дарго».
В начале своей деятельности он поддержал первого имама Дагестана Гази-Мухаммада, однако второй имам Гамзат-бек не получил от него поддержки, Аслан-кади старался оставаться в нейтралитете.

В своем рапорте о военных действиях в мае 1842 год генерал М. З. Аргутинский-Долгоруков отмечал:
«Аслан Кади Цудахарский и Магомед Кади Акушинский с почетными старшинами тех обществ явились ко мне с уверением постоянной их преданности правительству. Мне известно, что в обществах этих спокойствие ничем не нарушалось и никаких замыслов противу правительства не обнаруживалось, а потому с этой стороны не предстоит нам никакого опасения».

### Переход на сторону Шамиля

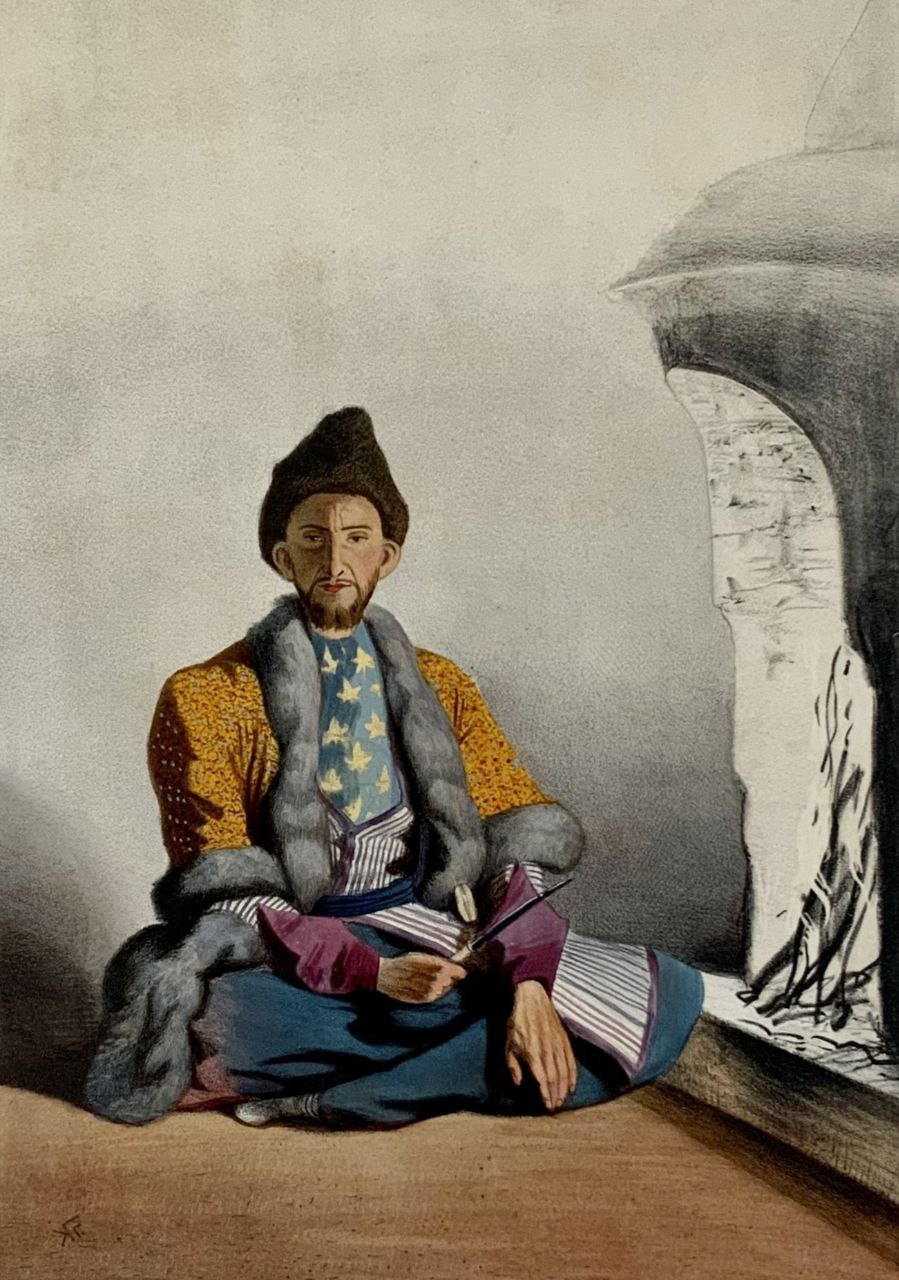
Аслан-кади из Цудахара. Рисунок Григория Гагарина, 1840-е годы.

Однако политические взгляды Аслана и Мухаммада-кади Акушинского начали меняться и в январе 1843 г. Отправили письмо генералам Гурко и Клюки фон-Клюгенау с требованием вывести царские войска из Дагестана:
«Русский Государь не имеет намерение завладеть Дагестаном по бедности здешнего края и неимению пользоносной руды, между тем, по возникшим тогда между нашими князьями и жителями спора и неудовольствия, обиженная часть из них просила у русского Государя защиты, а потому войска русские пришли в Дагестан частями для подачи просителям помощи, и через сие были построены здесь укрепления, с обложением здешних обывателей повинностями, которые жители не в состоянии были отбывать и вынуждены были прибегнуть под защиту имама Шамиля с обещанием твердо придерживаться шариату магометанского закона и невозвратно удалиться от русской службы; а потому теперь народ Дагестана решительным образом приготовился действовать против русских, согласно повелению Аллаха. Наконец, теперь цель нашего желания состоит в том, чтобы вы оставили Дагестан и возвратились в Россию, иначе беспрестанно и упорно будем продолжать с вами войну до тех пор, пока будем живы».
На это дерзкое послание ответа не последовало, а Шамиль в свою очередь постарался привлечь даргинцев на свою сторону, и отчасти ему это удалось. Например, из рапорта генерала Клюки фон-Клюгенау от 3 февраля 1844 г. мы можем узнать, что: 
«цудахаринцы получили приказание от Шамиля, к 3-му февраля быть в полной готовности выступить на 7 месяцев в поход, Шамиль обещал им к тому же числу прибыть со скопищем своим в Акуша для начатия наступательных действий против Гази-Кумуха и приказал каждому из цудахарцев иметь в запасе для похода по 2 пары сапог, архалук и теплую одежду. Жители цудахаринского общества первоначально решили объявить Шамилю, что они по бедности своей не в состоянии исполнить его требования, но, подстрекаемые доводами Аслан Кадия, изъявили, наконец, готовность участвовать в будущих враждебных предприятиях его против русских».
В апреле этого же года лазутчики рассказали царскому командованию, что Аслан Кади был у Шамиля в его столице Дарго с приглашением имама в даргинские общества. В 1843 году 7 ноября Аслан-кади Цудахарский с помощью акушинских и цудахарских мюридов, разгромил царский гарнизон которым командовал генерал от инфантерии Гурко Владимир Осипович, в крепости Гергебиль. Также эта крепость была взята штурмом.
2 июня 1844 г. несколько отрядов горцев под командованием Кебед-Мухаммада, Мухаммад-кади Акушинского, Аслан Кади Цудахарского и других наибов заняли селение Кака-Шура, а на следующий день, оставив часть войск против аула Доргели, где располагался авангард Дагестанского отряда в составе 5 батальонов, 6 орудий и 4 сотен казаков, двинулись основной массой к аулу Гелли. Командир Апшеронского полка генерал-майор Д. В. Пассек с семью ротами, четырьмя орудиями и четырьмя сотнями казаков преградил дорогу горцам. Недалеко от Кака-Шуры на открытом поле завязался упорный бой, и ввиду явного превосходства противника горцы отступили.

### Управление в имамате
Наиб Аслан цудахарский курировал один из самых сложных участков кавказской линии т. н. Шаройское направление в Чечне.
«Участок Шаро (شارو): наиб Аслан-кади; 150 конных, 230 пеших, итого 380» Наибство занимает территорию левобережья Шаро-Аргуна и некоторую часть правобережья этой же реки. Все указанные в пределах наибства населенные пункты отмечены на левом берегу, это сс. Шарой (شارو), Хачарой (حچری) и еще четыре селения между ними, которые нам не удалось идентифицировать* [*И. П. Линевич определил их как Хочери, Тлинты, Дангу].

## Конец деятельности
Все последующие годы Аслан Кади выступал на стороне имама Шамиля против русских войск, но к концу войны, его деятельность прекратилась после того как, Кебед-Мухаммад задержал  и выдал русскому командованию Шейха Джамаллудина и Аслана-кадия, которые в это время пользовались убежищем в Телетле.
После пленения Шамиля, переехал жить в Османскую империю как мухаджир.